# Provinzpark
Als Provinzparks (englisch Provincial park, französisch Parc provincial), teils auch Territorialpark (Territorial park, Parc territorial) oder Nationalpark (Québec, Parc national, National park)  werden kanadische Naturparks bezeichnet, die von den jeweiligen Provinzen und Territorien verwaltet werden. 
Die französischsprachige Provinz Québec nennt die Schutzgebiete der Provinzverwaltung, die einem Provinzpark entsprechen, Parc national.
Zur Unterscheidung von den Nationalparks der Bundesregierung innerhalb Québecs werden diese als Parc national du Canada bezeichnet.
Ihr Betrieb ist dem von kanadischen Nationalparks sehr ähnlich. Häufig werden den Besuchern zahlreiche Dienste, wie zum Beispiel der Verleih von Fahrrädern, Kanus oder Kajaks, sowie Zeltplätze und überwachte Strände geboten.
Den Provinzparks entsprechen die State Parks in den USA.
Die folgende Liste der Provinzen und Territorien Kanadas verlinkt zu den zugehörigen Listen der Provincial bzw. Territorial parks bzw. Parcs nationaux:
- Alberta
- British Columbia
- Manitoba
- New Brunswick
- Neufundland und Labrador
- Nova Scotia
- Ontario
- Prince Edward Island
- Québec
- Saskatchewan
- Nordwest-Territorien
- Nunavut
- Yukon